# 24 Horas de Nürburgring

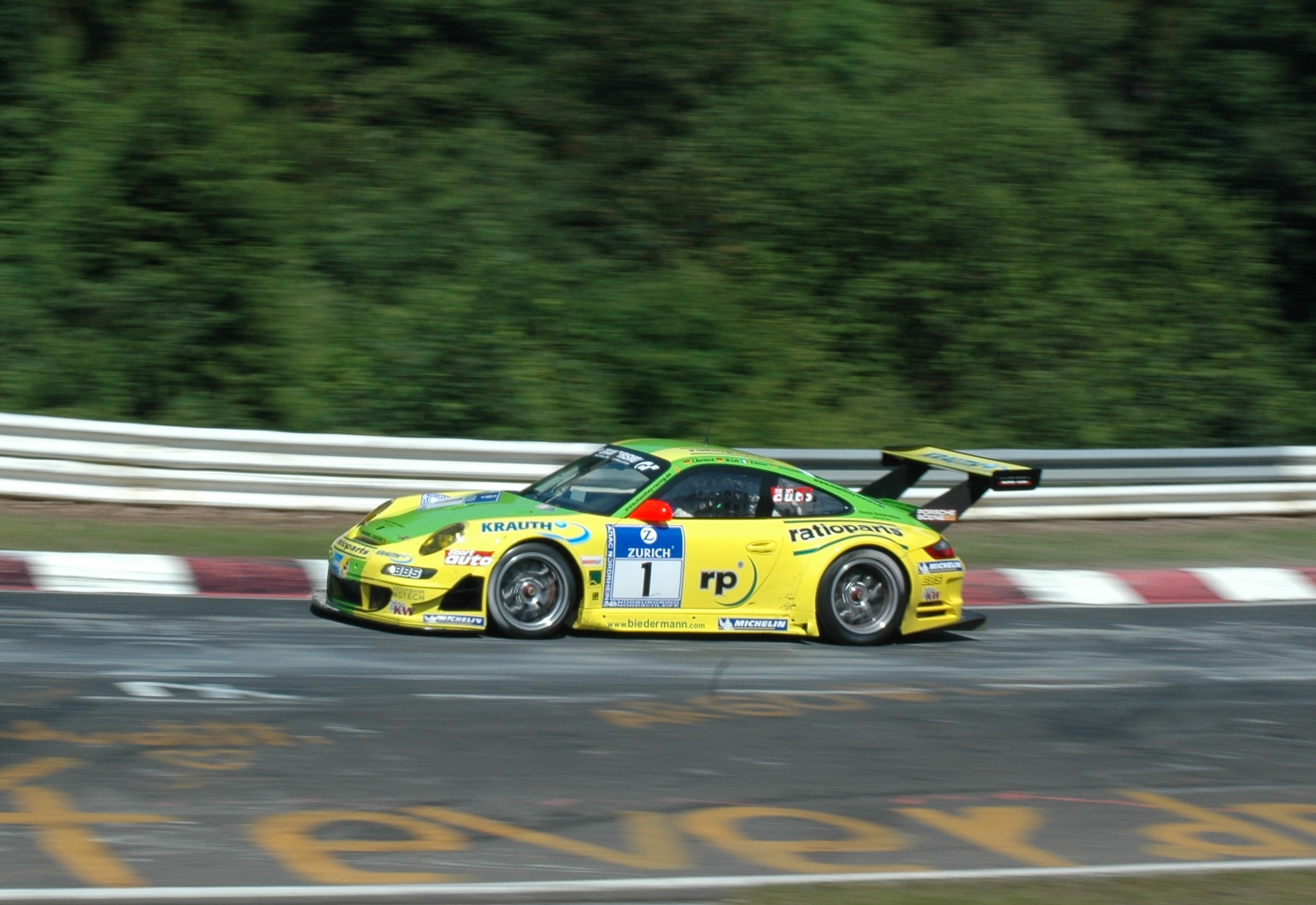
Porsche 911 del equipo Manthey, ganador de las 24 Horas de Nürburgring de 2007.

Mapa del circuito.

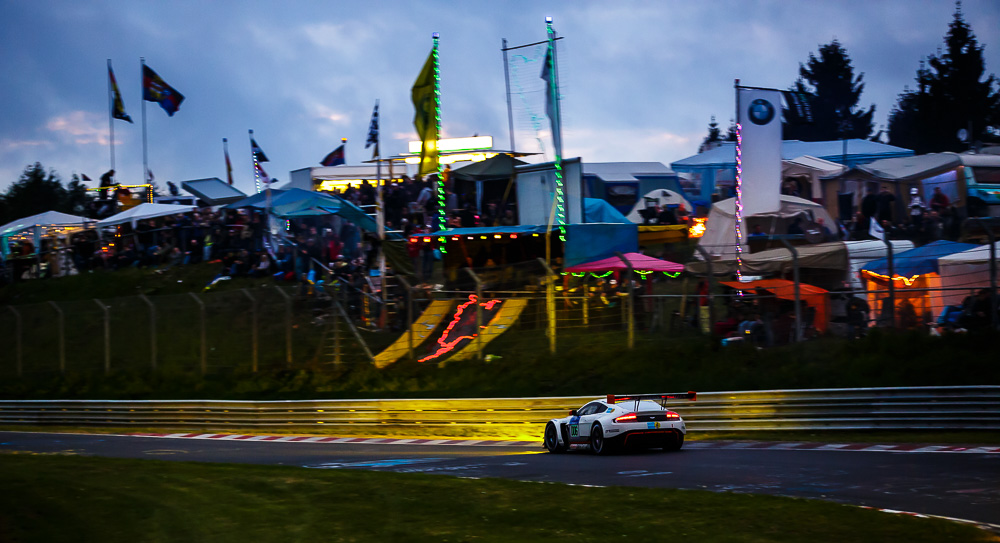
Espectadores cerca de Hatzenbach / Hocheichen.

Las 24 Horas de Nürburgring es una carrera de resistencia que se disputa en el trazado largo del autódromo de Nürburgring, Alemania, que hizo su primera prueba en 1970. Por lo general, la carrera se corre en el mes de mayo o junio. A diferencia de otras competiciones similares, cualquier persona puede inscribirse con su automóvil de calle, al igual que los profesionales que utilizan turismos o gran turismos altamente modificados. Solamente en las ediciones de 1974 y 1975 no se realizó la prueba por la crisis del petróleo, mientras que la edición de 1983 no se realizó debido a las obras de reducción y remodelación del circuito que también disputa las competiciones de Fórmula 1.
Ya que se utiliza el trazado Nordschleife, de entre 22 y 26 km de longitud según la edición de la competición que sea, la parrilla de salida se compone de 190 automóviles; ésta se divide en tres grupos que toman la salida separados, para prevenir embotellamientos y accidentes.
Cada piloto puede conducir su automóvil hasta dos horas y media seguidas y debe esperar un mínimo de dos horas para volver a conducirle. Cada automóvil debe ser conducido por dos, tres o cuatro pilotos.

## Ganadores recientes
Los pilotos que más veces han ganado han sido: Timo Bernhard, Pedro Lamy y Marcel Tiemann con cinco victorias cada uno. Cinco pilotos han triunfado cuatro veces, entre ellos Marc Lieb, Romain Dumas, Marc Duez, Fritz Müller y Peter Zakowski. Otros pilotos con múltiples victorias han sido: Hans-Joachim Stuck, Klaus Ludwig, Markus Winkelhock, Kelvin van der Linde, Herbert Hechler, Christopher Mies y Frank Stippler con tres, y Roberto Ravaglia, Joachim Winkelhock, Michael Bartels, Jörg Müller, Lucas Luhr, Uwe Alzen, Sabine Reck, Dries Vanthoor, Frédéric Vervisch y Augusto Farfus, entre otros, con dos.
| Año  | Pilotos                                                                     | Automóvil                 | Equipo                  |
| ---- | --------------------------------------------------------------------------- | ------------------------- | ----------------------- |
| 1999 | Peter Zakowski Hans-Jürgen Tiemann Klaus Ludwig Marc Duez                   | Chrysler Viper GTS-R      | Zakspeed                |
| 2000 | Bernd Mayländer Michael Bartels Uwe Alzen Altfrid Heger                     | Porsche 911 GT3-R         | Porsche Zentrum Koblenz |
| 2001 | Peter Zakowski Michael Bartels Pedro Lamy                                   | Chrysler Viper GTS-R      | Zakspeed                |
| 2002 | Peter Zakowski Robert Lechner Pedro Lamy                                    | Chrysler Viper GTS-R      | Zakspeed                |
| 2003 | Manuel Reuter Timo Scheider Marcel Tiemann                                  | Opel Astra V8 Coupé       | Phoenix Racing          |
| 2004 | Dirk Müller Jörg Müller Hans-Joachim Stuck Pedro Lamy                       | BMW M3 GTR                | Schnitzer Motorsport    |
| 2005 | Pedro Lamy Boris Said Duncan Huisman Andy Priaulx                           | BMW M3 GTR                | Schnitzer Motorsport    |
| 2006 | Lucas Luhr Timo Bernhard Mike Rockenfeller Marcel Tiemann                   | Porsche 911 GT3-MR        | Manthey Racing          |
| 2007 | Marc Lieb Timo Bernhard Romain Dumas Marcel Tiemann                         | Porsche 911 GT3-RSR       | Manthey Racing          |
| 2008 | Marc Lieb Timo Bernhard Romain Dumas Marcel Tiemann                         | Porsche 911 GT3-RSR       | Manthey Racing          |
| 2009 | Marc Lieb Timo Bernhard Romain Dumas Marcel Tiemann                         | Porsche 911 GT3-RSR       | Manthey Racing          |
| 2010 | Jörg Müller Augusto Farfus Uwe Alzen Pedro Lamy                             | BMW M3 GT2                | Schnitzer Motorsport    |
| 2011 | Marc Lieb Timo Bernhard Romain Dumas Lucas Luhr                             | Porsche 911 GT3-RSR       | Manthey Racing          |
| 2012 | Marc Basseng Christopher Haase Frank Stippler Marcus Winkelhock             | Audi R8 LMS ultra         | Phoenix Racing          |
| 2013 | Bernd Schneider Jeroen Bleekemolen Sean Edwards Nicki Thiim                 | Mercedes-Benz SLS AMG GT3 | Black Falcon            |
| 2014 | Christopher Haase Christian Mamerow René Rast Markus Winkelhock             | Audi R8 LMS ultra         | Phoenix Racing          |
| 2015 | Christopher Mies Nico Müller Edward Sandström Laurens Vanthoor              | Audi R8 LMS               | WRT                     |
| 2016 | Maro Engel Bernd Schneider Adam Christodoulou Manuel Metzger                | Mercedes-Benz GT3         | Black Falcon            |
| 2017 | Connor De Phillippi Christopher Mies Markus Winkelhock Kelvin van der Linde | Audi R8 LMS               | Land                    |
| 2018 | Nick Tandy Frédéric Makowiecki Patrick Pilet Richard Lietz                  | Porsche 911 GT3 R         | Manthey Racing          |
| 2019 | Pierre Kaffer Frank Stippler Dries Vanthoor Frédéric Vervisch               | Audi R8 LMS               | Phoenix Racing          |
| 2020 | Nick Catsburg Alexander Sims Nick Yelloly                                   | BMW M6 GT3                | Rowe Racing             |
| 2021 | Matteo Cairoli Michael Christensen Kévin Estre                              | Porsche 911 GT3 R         | Manthey Racing          |
| 2022 | Kelvin van der Linde Dries Vanthoor Frédéric Vervisch Robin Frijns          | Audi R8 LMS Evo2          | Phoenix Racing          |
| 2023 | Earl Bamber Nick Catsburg Felipe Fernández Laser David Pittard              | Ferrari 296 GTB           | Frikadelli Racing Team  |
| 2024 | Ricardo Feller Dennis Marschall Christopher Mies Frank Stippler             | Audi R8 LMS Evo2          | Phoenix Racing          |
| 2025 | Augusto Farfus Jesse Krohn Raffaele Marciello Kelvin van der Linde          | BMW M4 GT3 Evo            | Rowe Racing             |

## Estadísticas

### Constructores con más títulos
| Núm. | Constructor   | Victorias | Años |
| ---- | ------------- | --------- | --- |
| 1    | BMW           | 21        | 1970, 1971, 1972, 1973, 1984, 1985, 1986, 1989, 1990, 1991, 1992, 1994, 1995, 1996, 1997, 1998, 2004, 2005, 2010, 2020, 2025 |
| 2    | Porsche       | 13        | 1976, 1977, 1978, 1988, 1993, 2000, 2006, 2007, 2008, 2009, 2011, 2018, 2021                                                 |
| 3    | Audi          | 7         | 2012, 2014, 2015, 2017, 2019, 2022, 2024                                                                                     |
| 4    | Ford          | 5         | 1979, 1980, 1981, 1982, 1987                                                                                                 |
| 5    | Chrysler      | 3         | 1999, 2001, 2002 |
| 6    | Mercedes-Benz | 2         | 2013, 2016 |
| 7    | Opel          | 1         | 2003 |
| 8    | Ferrari       | 1         | 2023 |